# The Green Dragon
A The Green Dragon a walesi Monmouth egyik vendégfogadója, kocsmája. A Monmouth Festival egyik hagyományos helyszíne.

## Története
A kocsma az egyik legrégebbi a város Overmonnow nevű részében. A kocsma egy régészeti szempontból értékes területen épült fel a Monnow folyó jobb partján. Építésére vonatkozóan nincsenek pontos adatok. 1801-ben viszont már létezett, akkori tulajdonosa őrizte a szomszédban álló St. Thomas the Martyr-templom kulcsait. Az 1830-as években Thomas Powell szerezte meg, majd a 19. század vége felé a tulajdonosa egy bizonyos James Gwilliam lett. Egy 1998-ban végzett régészeti feltárás során középkori konyhai eszközöket találtak, valamint 18-19. századi agyagcsöveket. A kocsma előtti téren áll a monmouthi kereszt. A tér túloldalán a Monnow híd áll.

## Fordítás
- Ez a szócikk részben vagy egészben  a   The Green Dragon, Monmouth című angol Wikipédia-szócikk ezen változatának fordításán alapul.  Az eredeti cikk szerkesztőit annak laptörténete sorolja fel. Ez a jelzés csupán a megfogalmazás eredetét és a szerzői jogokat jelzi, nem szolgál a cikkben szereplő információk forrásmegjelöléseként.